# Wowkiw (Lwiw, Solonka)
Wowkiw (ukrainisch Вовків; russisch Волков Wolkow, polnisch Wołków) ist ein Dorf in der westukrainischen Oblast Lwiw mit etwa 218 Einwohnern.
Am 12. Juni 2020 wurde das Dorf ein Teil der neu gegründeten Landgemeinde Solonka im Rajon Lwiw; bis dahin bildete es mit den 5 anderen Dörfern Hrabnyk (Грабник), Kuhajiw (Кугаїв), Sahirja (Загір'я), Selysko (Селисько) und Towschtschiw die gleichnamige Landratsgemeinde im Rajon Pustomyty.

## Geschichte
Der Ort wurde im Jahre 1469 als Wolkowo urkundlich erwähnt, später als Volkow (1484, 1497), Wolkow (1578) und so weiter. Der Name ist abgeleitet entweder vom Vornamen des mutmaßlichen Urbesitzers Wołek oder vom Ukrainischen Wort волк (Wolf).
Das Dorf gehörte zunächst zur Adelsrepublik Polen-Litauen, Woiwodschaft Ruthenien, Lemberger Land. Im Jahr 1563 wurde eine römisch-katholische Pfarrei errichtet. Die Tataren zerstörten zweimal (1621, 1673) die lokalen Holzkirchen.
Bei der Ersten Teilung Polens kam das Dorf 1772 zum neuen Königreich Galizien und Lodomerien des habsburgischen Kaiserreichs (ab 1804).
Im Jahre 1900 hatte die Gemeinde Wołków 124 Häuser mit 685 Einwohnern, davon waren 674 polnischsprachig, 11 ruthenischsprachig, 499 römisch-katholisch, 153 griechisch-katholisch, 29 Juden, 4 anderen Glaubens.
Nach dem Ende des Polnisch-Ukrainischen Kriegs 1919 kam die Gemeinde zu Polen. Im Jahre 1921 hatte sie 139 Häuser mit 734 Einwohnern, davon waren 640 Polen, 93 Ruthenen, 1 Jude, 540 römisch-katholisch, 168 griechisch-katholisch, 26 Juden (Religion).
Im Zweiten Weltkrieg gehörte sie zuerst zur Sowjetunion und ab 1941 zum Generalgouvernement, ab 1945 wieder zur Sowjetunion, heute zur Ukraine. Die Polen wurden im Zuge der Zwangsumsiedlung von Polen aus den ehemaligen polnischen Ostgebieten 1944–1946 vertrieben.

## Sehenswürdigkeiten

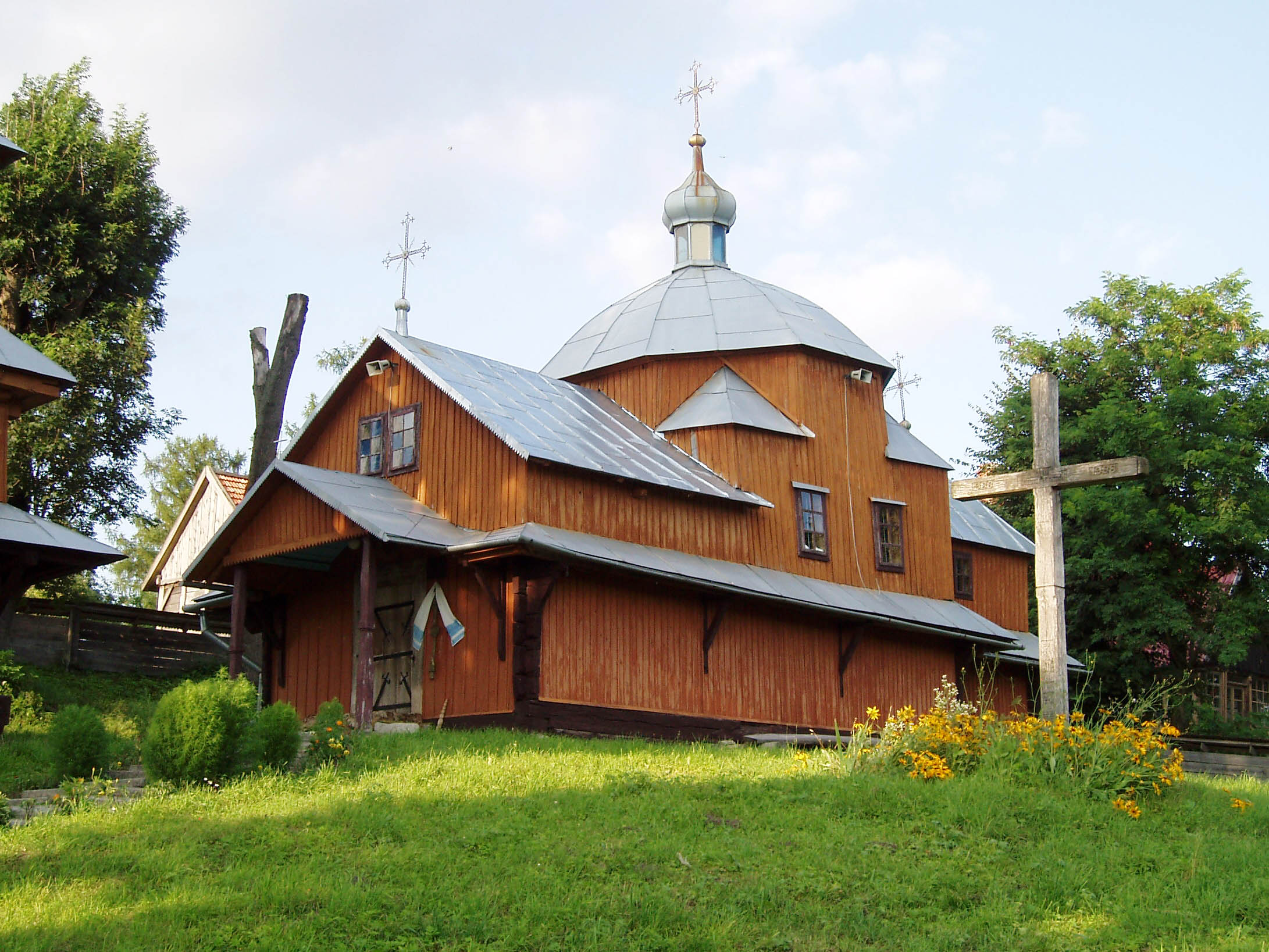
Griechisch-katholische Holzkirche

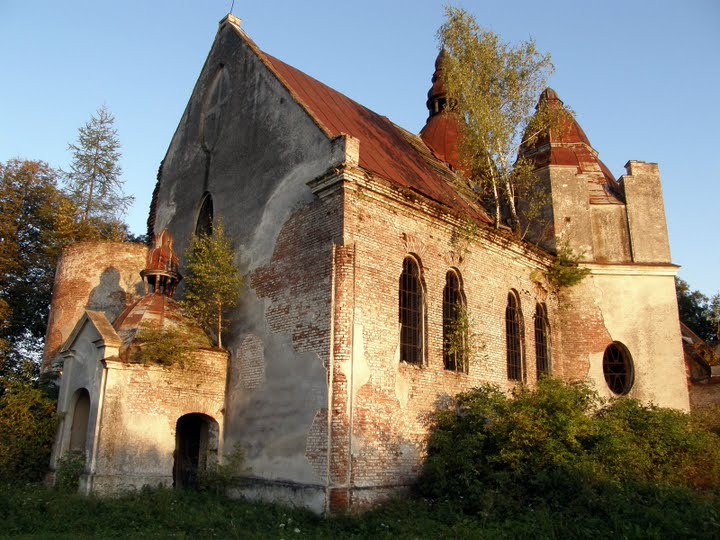
Ehemalige römisch-katholische Kirche

- Ehemalige römisch-katholische Kirche, erbaut in den Jahren 1924 und 1929;

## Söhne und Töchter der Stadt
- Kornylo Ustyjanowytsch (1839–1903), ukrainischer Kunstmaler, Illustrator, Karikaturist, Schriftsteller, Dichter, Dramatiker, Essayist und Humorist